# الدوري النمساوي 1968–69
الدوري النمساوي الممتاز 1968–69 (بالألمانية: Österreichische Fußballmeisterschaft 1968/69)‏ هو الموسم 58 من بوندسليغا النمسا لكرة القدم. أشرف على تنظيمه اتحاد النمسا لكرة القدم، وكان عدد الأندية المشاركة فيه 15، وفاز فيه أوستريا فيينا.